# Sumner Redstone
Sumner Murray Redstone (nascido Sumner Murray Rothstein ; 27 de maio de 1923 - 11 de agosto de 2020) foi um empresário americano e magnata da mídia. Foi o proprietário majoritário e presidente do conselho da rede de teatros National Amusements. Por meio da National Amusements, Redstone e sua família são acionistas com direito a voto majoritário da Paramount Global (ela própria a controladora da CBS, MTV, TV Land, VidCon, Smithsonian Channel, CBS Television Studios, CBS Productions, Showtime Networks, Nickelodeon, Paramount Network, Big Ticket Television, Paramount Media Networks, Paramount Networks International, Comedy Central, Paramount Pictures, Miramax, CBS Television Stations, Network 10 e distribuidor de TV CBS Media Ventures). Segundo a Forbes, em setembro de 2015, ele valia US $ 5 bilhões.
Redstone foi ex -presidente executivo da CBS e da Viacom. Em fevereiro de 2016, aos 92 anos, Redstone renunciou a ambas as presidências após um exame ordenado pelo tribunal por um psiquiatra geriátrico. Ele foi finalmente sucedido por Les Moonves na CBS e Philippe Dauman na Viacom.
Sumner faleceu em 11 de agosto de 2020, aos 97 anos.